# Конец пригородов
«Конец пригородов: истощение нефти и коллапс американской мечты» (англ. The End of Suburbia: Oil Depletion and the Collapse of The American Dream) — документальный фильм режиссёра Грегори Грина, вышедший на экраны в 2004 году и посвященный проблеме пика нефти и его влияния на пригородный образ жизни в США.

## Сюжет
Жители США составляют всего 4 % населения планеты, но при этом на их страну приходится 25% мирового потребления нефти. Огромные количества невозобновимой энергии тратятся на поддержание американского образа жизни, при котором множество американцев живёт в собственных домах в пригородах. Такой образ жизни был навязан населению в период после окончания Второй мировой войны, когда существовал избыток дешевой нефти, и стал считаться настоящей американской мечтой, способом вырваться из индустриальных городов.
Добыча нефти не может вечно сохраняться на высоком уровне и в ближайшее время начнет сокращаться. Как это повлияет на пригороды? И смогут ли они существовать в мире, в котором нефти на всех будет недостаточно?
В качестве ведущего в фильме выступил Барри Цвикер, своим мнением со зрителем делятся известные исследователи, бизнесмены, журналисты и активисты, например Мэтью Симмонс, Ричард Хайнберг, Майкл Рупперт, Джеймс Говард Канстлер, Стив Эндрюс, Али Бахтиари, Питер Кэлторп, Колин Кэмпбелл, Джулиан Дарли, Кеннет Дэффиз, Майкл Клэр.